# Túc Tùng
Túc Tùng (chữ Hán giản thể: 宿松县, âm Hán Việt: Túc Tùng huyện) là một huyện của địa cấp thị An Khánh, tỉnh An Huy, Cộng hòa Nhân dân Trung Hoa. Huyện này có diện tích 1808 km², dân số 960.000 người, mã số bưu chính 246700, huyện lỵ đóng tại trấn Tung Dương. Về mặt hành chính, huyện Túc Tùng được chia thành 8 trấn và 14 hương. 
- Trấn: Phu Ngọc, Phục Hưng, Hứa Lĩnh, Hạ Thương, Nhị Lang, Lương Đình, Phá Lương, Vị Khẩu.
- Hương: Trần Hán, Ải Khẩu, Tá Bá, Thiên Lĩnh, Cửu Cô, Trình Lĩnh, Châu Đầu, Ngũ Lý, Trường Phô, Bắc Dục, Liễu Bình, Chỉ Phượng, Hà Tháp, Cao Lĩnh.